# Una donna da guardare
Una donna da guardare è un film italiano del 1990 diretto da Michele Quaglieri.

## Trama
Un uomo di mezza età, Gianni Luraghi, si scopre impotente e tenta di risolvere il problema rivolgendosi a un sessuologo e a una bella psicologa. Il suo consiglio è di avere rapporti con più donne, ma Gianni ha in testa solo Pamela, una donna incontrata durante un viaggio in traghetto.

## Distribuzione
La pellicola è stata distribuita nelle sale cinematografiche italiane nel dicembre del 1990.
La pellicola inizialmente è stata vietata ai minori di anni 18, nel 2005 tuttavia il divieto è stato abbassato ai minori di 14 anni.